# Серьогін Олексій Ігорович
Олексі́й І́горович Серьóгін (нар. 24 липня 1984, м. Харків, УРСР) — український театральний режисер, актор драматичного театру, режисер Харківського академічного театру музичної комедії.

## Життєпис
2004 року отримав освіту у Харківському національному університеті мистецтв ім. Івана Котляревського (курс майстерність актора та режисури Олександра Барсегяна). Того ж року дебютував на сцені Харківського академічного театру музичної комедії як артист-вокаліст у ролі Тиміша у музичній комедії «Сватання на Гончарівці».
2007 року дебютував як режисер музичної казки для дітей «Красуня і Чудовисько». Далі були музичні комедії «Авантюристи», «Вождь червоношкірих», музичні казки «Про царя Гороха, Солдата, Скомороха», «Попелюшка». Вистави були неодноразово висвітлені впливовим харківським театральним критиком Олександром Аннічевим.
З перших днів повномасштабного вторгнення Росії в Україну разом із актором Олегом Жемчужиним жив та працював у бомбосховищі театру під сценою.

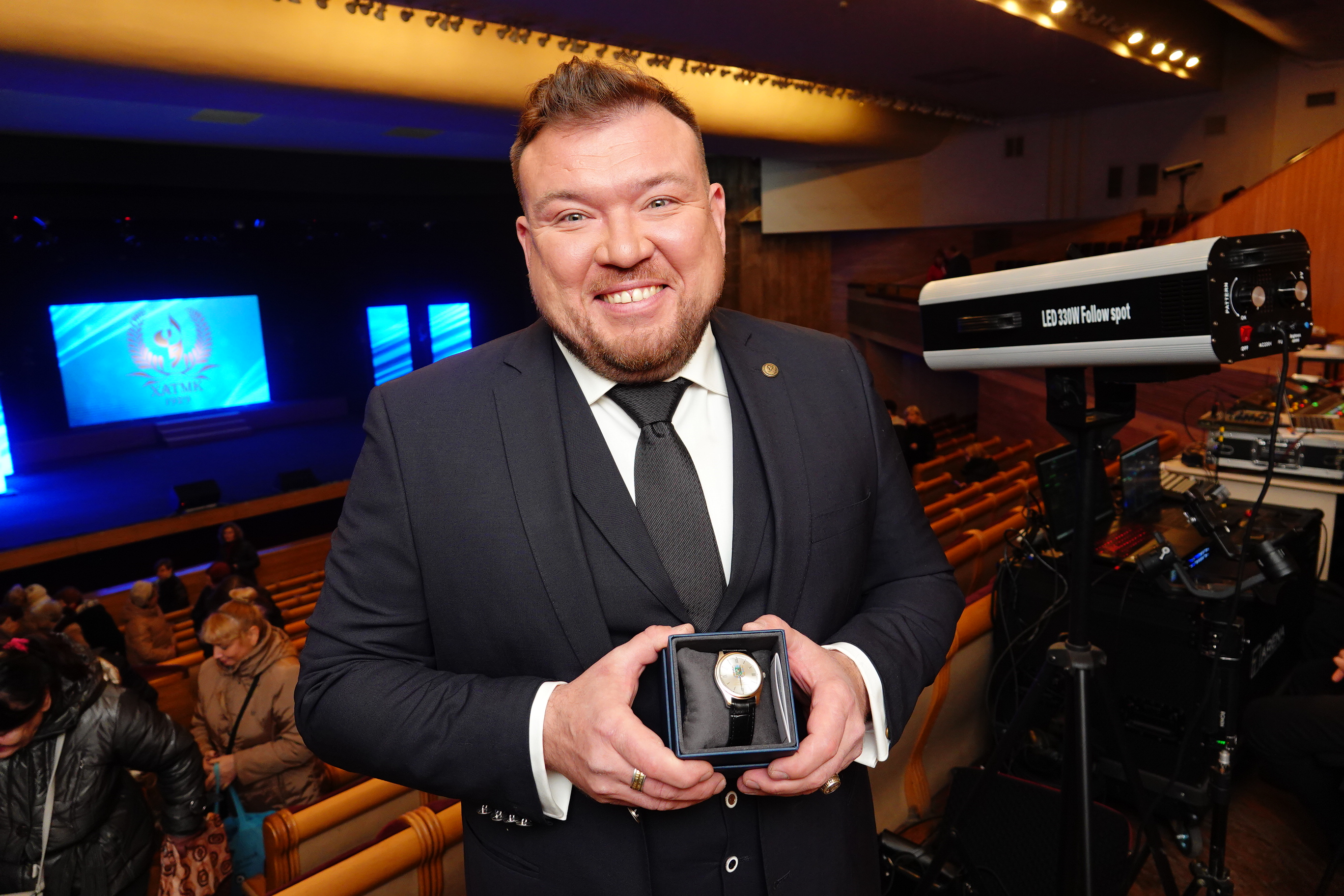
Іменний годинник — від голови ХОР

11 листопада 2024 року, під час святкування 95-річчя з дня заснування Харківського академічного театру музичної комедії, Олексій Ігорьович отримав від голови Харківської обласної ради Тетяни Петрівни Єгорової-Луценко іменний годинник, відзнаку та нагороду за плідну багаторічну працю у театрі.

## Робота в театрі

### Акторські роботи
- 2004 (введення) — «Сватання на Гончарівці» музична комедія К. Стеценка за мотивами Г. Квітка-Основ'яненка — Тиміш
- «Циганський барон» оперета І. Штрауса, І. Шніцера, В. Шкваркина — Керуючий
- «Пітер Пен» мюзикл-фентезі А. Луцкія за мотивами казки Джеймса Баррі — Собака Нена, пірат
- «Юнона і Авось» рок-опера О. Рибников, А. Вознесенський — Перекладач
- «Принцеса цирку» І. Кальмана, І. Берлянд, І. Петрова — П'єр
- «Сільва» оперета І. Кальмана, Л. Штейна, Б. Йенбаха, В. Михайлова, Д. Толмачова — Віктор
- «Кицькин дім» музична казка П. Вальдгардта, С. Маршака — Кіт Василь
- «Витівки Хануми» музична комедія Г. Канчелі — Тімоте
- «Івасик-Телесик» музична казка І. Гайденка — Водяник
- «Летюча миша» оперета І.Штрауса, М. Ердмана, М. Вольпина — Лісничий
- «Все починається з кохання» (Старі будинки) музична комедія О.Фельцмана, Г. Голубенка, В. Хаїта, Л. Сущенка — Степан Сухоруков
- «Фіалка Монмартру» оперета Імре Кальман — Ренар Дюруа

### Режисерські роботи
- 2007 — «Красуня та чудовисько» музична казка І. Гайденка, В. Березка[6]
- 2013 — «Авантюристи» музична комедія І. Гайденка, Кена Людвіга, І. Факторовського[7][8][9]
- 2014 — «Вождь червоношкірих» музича вистава для дітей І. Гайденка, І. Факторовського[10]
- 2018 — «Попелюшка» музична казка Антоніо Спадавеккіа, І. Петрова, І. Берлянд за мотивами однойменної казки Шарля Перро[11]